# Welterbe in Angola

Zum Welterbe in Angola gehört (Stand 2017) eine UNESCO-Welterbestätte des Weltkulturerbes. Angola hat die Welterbekonvention 1991 ratifiziert, die bislang einzige Welterbestätte wurden 2017 in die Welterbeliste aufgenommen.

## Welterbestätten
Die folgende Tabelle listet die UNESCO-Welterbestätten in Angola in chronologischer Reihenfolge nach dem Jahr ihrer Aufnahme in die Welterbeliste (K – Kulturerbe, N – Naturerbe, K/N – gemischt, (G) – auf der Liste des gefährdeten Welterbes).
| Bild | Bezeichnung                                                                  | Jahr | Typ | Ref. | Beschreibung |
| ---- | ---------------------------------------------------------------------------- | ---- | --- | ---- | --- |
| BW   | Mbanza Kongo, Relikte der Hauptstadt des ehemaligen Königreichs Kongo (Lage) | 2017 | K   | 1511 | Die Ruinen der Königsstadt M’banza Kongo aus der Zeit als Hauptstadt des Königreichs Kongo stehen seit 1957 unter Denkmalschutz. |

## Tentativliste
In der Tentativliste sind die Stätten eingetragen, die für eine Nominierung zur Aufnahme in die Welterbeliste vorgesehen sind. Derzeit (2024) sind drei Stätten in der Tentativliste von Angola eingetragen, das letzte Update erfolgte im Juni 2024. Die folgende Tabelle listet die Stätten in chronologischer Reihenfolge nach dem Jahr ihrer Aufnahme in die Tentativliste (K – Kulturerbe, N – Naturerbe, K/N – gemischt).
| Bild                                                   | Bezeichnung                                                   | Jahr | Typ | Ref. | Beschreibung                     |
| ------------------------------------------------------ | ------------------------------------------------------------- | ---- | --- | ---- | -------------------------------- |
| Kulturlandschaft Corredor do Kwanza                    | Kulturlandschaft Corredor do Kwanza                           | 2017 | K/N | 6250 | Kulturlandschaft am Fluss Cuanza |
|                                                        | Archäologische Stätte von Tchitundu-Hulu                      | 2017 | K   | 6251 |                                  |
| Cuito Cuanavale – Ort der Befreiung und Unabhängigkeit | Cuito Cuanavale – Ort der Befreiung und Unabhängigkeit (Lage) | 2017 | K   | 6252 |                                  |

### Ehemalige Welterbekandidaten
Diese Stätte stand früher auf der Tentativliste, wurden jedoch wieder zurückgezogen oder von der UNESCO abgelehnt. Stätten, die in anderen Einträgen auf der Tentativliste enthalten oder Bestandteile von Welterbestätten sind, werden hier nicht berücksichtigt.
| Bild                                        | Bezeichnung                                 | Jahr      | Typ | Ref. | Beschreibung |
| ------------------------------------------- | ------------------------------------------- | --------- | --- | ---- | --- |
| Festung São Miguel                          | Festung São Miguel (Lage)                   | 1996–2024 | K   | 921  | Die 1576 errichtete erste portugiesische Festung in Angola gilt heute als ein Wahrzeichen der Hauptstadt Luanda                                                                            |
|                                             | Festung São Pedro da Barra                  | 1996–2024 | K   | 922  | Die 1703 errichtete, schlecht erhaltene Festung liegt in der Stadtgemeinde Ngola Kiluanje in Luanda und steht seit 1932 unter Denkmalschutz.                                               |
|                                             | Festung São Francisco do Penedo             | 1996–2024 | K   | 923  | Die Festung in Luanda wurde unter Philipp II. 1765/66 errichtet und ist heute schlecht erhalten.                                                                                           |
|                                             | Festung von Massangano                      | 1996–2024 | K   | 924  | Die Festung von Massangano wurde 1583 errichtet und steht seit 1923 unter Denkmalschutz.                                                                                                   |
|                                             | Kirche Nossa Senhora da Victoria            | 1996–2024 | K   | 925  | Die 1583 bis 1590 errichtete Kirche in Massangano steht seit 1928 unter Denkmalschutz |
|                                             | Festung von Cambambe                        | 1996–2024 | K   | 926  | Die 1604 errichtete Festungsanlage von Cambambe steht seit 1925 unter Denkmalschutz, ist heute aber in einem fortgeschrittenen Zustand des Verfalls.                                       |
| Festung von Muxima                          | Festung von Muxima                          | 1996–2024 | K   | 927  | Die Festung von Muxima wurde 1599 errichtet. Sie steht seit 1924 unter Denkmalschutz, ist jedoch schlecht erhalten.                                                                        |
| Kirche Nossa Senhora da Conceição da Muxima | Kirche Nossa Senhora da Conceição da Muxima | 1996–2024 | K   | 928  | Die erstmals 1599 errichtete Kirche in Muxima ist heute der wichtigste Wallfahrtsort Angolas, den jährlich etwa eine Million Pilger besuchen.                                              |
|                                             | Kleine Festung von Kikombo                  | 1996–2024 | K   | 929  | Die kleine Festung in der Bucht von Kikombo (Provinz Cuanza Sul) wurde Mitte des 17. Jahrhunderts errichtet. Sie ist vergleichsweise gut erhalten und steht seit 1924 unter Denkmalschutz. |
|                                             | Nossa Senhora do Rosário                    | 1996–2024 | K   | 930  | Die Kirche in Cambambe wurde 1603 errichtet. |